# Amt Bargteheide-Land
La comunità amministrativa di Bargteheide-Land (Amt Bargteheide-Land) si trova nel circondario di Stormarn nello Schleswig-Holstein, in Germania.

## Suddivisione
Comprende 8 comuni:
1. Bargfeld-Stegen (3 042)
2. Delingsdorf (2 215)
3. Elmenhorst (2 728)
4. Hammoor (1 280)
5. Jersbek (1 781)
6. Nienwohld (496)
7. Todendorf (1 281)
8. Tremsbüttel (1 934)

Il capoluogo è Bargteheide, esterna al territorio della comunità amministrativa.
(Tra parentesi i dati della popolazione al 31 dicembre 2021)